# (25275) Jocelynbell
(25275) Jocelynbell est un astéroïde de la ceinture principale.

## Description
(25275) Jocelynbell est un astéroïde de la ceinture principale. Il fut découvert le 14 novembre 1998 à l'observatoire Goodricke-Pigott par Roy A. Tucker. Il présente une orbite caractérisée par un demi-grand axe de 2,37 UA, une excentricité de 0,11 et une inclinaison de 8,0° par rapport à l'écliptique.

## Compléments